# Serapio Calvo Miguel
Serapio Calvo Miguel (1979-1986) fue un político y empresario español, miembro del partido de Unión de Centro Democrático (UCD) y posteriormente de Torrelodones Agrupación Independiente.
El 21 de abril de 1979 se convirtió en el primer alcalde elegido democráticamente del municipio de Torrelodones desde el 18-7-36. Obtuvo 5 votos de concejales de su partido, UCD, los 4 concejales independientes inicialmente iban a votar al PSOE, pero los 2 concejales de este partido se abstuvieron y los independientes pasaron a votarse a sí mismos, con lo que la alcaldía quedó en manos de UCD.

## Gestión
Durante su mandato que duró dos legislaturas, la primera de 1979 a 1983 perteneciendo a UCD y la segunda de 1983 a 1987 por Torrelodones Agrupación Independiente, promovió la construcción de los colegios públicos de Los Ángeles y Nuestra Señora de Lourdes, así como el polideportivo, la Casa de Cultura, unas nuevas instalaciones del cuartel de la Guardia Civil y la piscina municipal, los polideportivos. También durante su mandato, mediante una gestión muy personal se creó el Instituto de Enseñanza Media llamado Diego Velázquez. Una de las actividades más importantes realizadas por este alcalde fue sin duda la aprobación de las normas subsidiarias de urbanismo en las que mediante 19 convenios urbanísticos realizados entre los propietarios de los terrenos y el Ayuntamiento proporcionaron al mismo la propiedad de más de un millón de metros cuadrados.Los convenios citados estaban incorporados en la documentación que sirvió para la Aprobación Definitiva de las Normas Subsidiarias del Municipio.
Su gestión estuvo envuelta en polémicas relacionadas con su poder de influencia en contrataciones debidas a su cargo, por su carácter de empresario, dueño de una empresa local de instalaciones eléctricas
.
 y a denuncias de fomentar la construcción desmesurada en zonas de importante valor ecológico.
Dichas polémicas se vieron zanjadas favorablemente para el Señor Calvo cuando los Tribunales de Justicia le dieron la razón condenando a los denunciantes, incluso al pago de las costas de los procedimientos, y ratificando la actuación tanto pública en su condición de Alcalde del municipio de Torrelodones, como privada en su calidad de empresario. De dichas sentencias tuvo conocimiento el Pleno del Ayuntamiento de Torrelodones, trasmitiendo el alcalde de ese momento D.Enrique Muñoz López en nombre de todos los grupos políticos la satisfacción por ver refrendada por los Tribunales de Justicia el buen hacer y la limpieza del primer Alcalde democrático Serapio Calvo Miguel. 
De igual manera, quedó esclarecido la impecabilidad de las decisiones adoptadas durante su mandato mediante la Auditoría de Cuentas que se realizó en el Ayuntamiento de Torrelodones a solicitud del propio Señor Calvo en el momento que dejó de ser Alcalde de Torrelodones tal y como quedó constatado en el Pleno del Ayuntamiento que tuvo conocimiento de dicha Auditoría.

## Premios
Por Orden TAS/792/2004, de 19 de enero de 2004, se le concede la Medalla al Mérito en el Trabajo, en su categoría de plata, siendo Eduardo Zaplana Subsecretario de Trabajo y Asuntos Sociales.